# Robert Michael White
Pour les articles homonymes, voir White et Robert White.
Robert Michael White est un pilote américain de X-15 né le 6 juillet 1924 et mort le 17 mars 2010.

## Biographie
Né à New York, le 6 juillet 1924, Robert Michael White entre comme cadet dans l'United States Army Air Forces en novembre 1942. Il y reçoit ses ailes de pilotes et devient sous-lieutenant en février 1944.
Pendant la Seconde Guerre mondiale, il sert avec le 355th Fighter Wing (en) sur le théâtre d'opérations européen, où il pilote un North American P-51 Mustang de juillet 1944 à février 1945 quand il est abattu au-dessus l'Allemagne lors de sa 52e mission de combat. Il est capturé et reste prisonnier de guerre jusqu'à sa libération en avril 1945.

## Vols réalisés
Il fut l'un des 8 pilotes de X-15 à franchir l'altitude des 50 miles (un peu plus de 80 km), qui est la frontière de l'espace selon la définition de l'USAF.
Le 17 juillet 1962, il franchit l'altitude de 314 750 pieds (près de 96 000 m).

## Divers
L'avion porteur du SpaceShipOne, White Knight, a été baptisé en son honneur, ainsi qu'en celui de William Joseph Knight.